# 加藤智章 (法学者)
加藤 智章（かとう ともゆき、1956年2月- ）は、日本の法学者（社会保障法・年金法・医療保険法）。北海道大学名誉教授、元日本社会保障法学会代表理事。法学博士（北海道大学）。北海道出身

## 履歴
北海道生まれ。1979年小樽商科大学商学部卒業。ラグビー部出身。1982年北海道大学大学院法学研究科修士課程修了。1985年北海道大学大学院法学研究科博士課程単位取得退学。1985年山形大学人文学部専任講師。その後、1988年同助教授に昇格。1991年「フランス社会保障制度における自律と平等」で北海道大学にて法学博士受ける。1992年から1994年までフランス政府給費留学生としてリヨン第3大学労働法社会保障研究所客員研究員、1995年新潟大学法学部教授。2004年新潟大学大学院実務法学研究科教授。2005年から2006年までリヨン第2大学労働研究所客員研究員。2007年から2009年まで新潟大学法学部長・同大学院法学研究科長。新潟大学では北海道大学出身の菊池馨実早稲田大学教授や、倉田聡北海道大学教授のゼミとの合同ゼミを開催し、社会保障法ゼミは人気を博した。2009年北海道大学大学院法学研究科教授。2010年から2012年までは日本社会保障法学会代表理事となった石橋敏郎熊本大学教授の下で事務局長を務め、企画委員長を経て、2014年からは日本社会保障法学会代表理事を2期4年間務めた。2011年放送大学客員教授。北海道大学評議員を経て、2016年から2018年まで北海道大学法学部長・同大学院法学研究科長。2020年定年退職、北海道大学大学院法学研究科特任教授。2021年退官。北海道大学法科大学院兼任講師・北海学園大学法学部兼任講師。2022年北星学園大学社会福祉学部嘱託教授。

## エピソード
大学では道幸哲也（労働法）ゼミに属し、大学院では保原喜志夫（社会保障法）を師事し、中村睦男（憲法）や下井隆史（労働法）の指導も受けた。

## 主著
- 『医療保険と年金保険』（北海道大学図書刊行会、1995年）
- 『社会保障法』（共著、有斐閣、2001年初版/2015年第6版）
- 『新版 社会保障・社会福祉判例大系（全4巻）』（共編、旬報社、2009年）
- 『18歳から考えるワークルール』（共編、法律文化社、2012年）
- 『世界の医療保障』（共編、法律文化社、2013年）
- 『社会保障核論』（旬報社、2016年）
- 『世界の診療報酬』（編著、法律文化社、2016年）